# Parque natural regional Sisavita

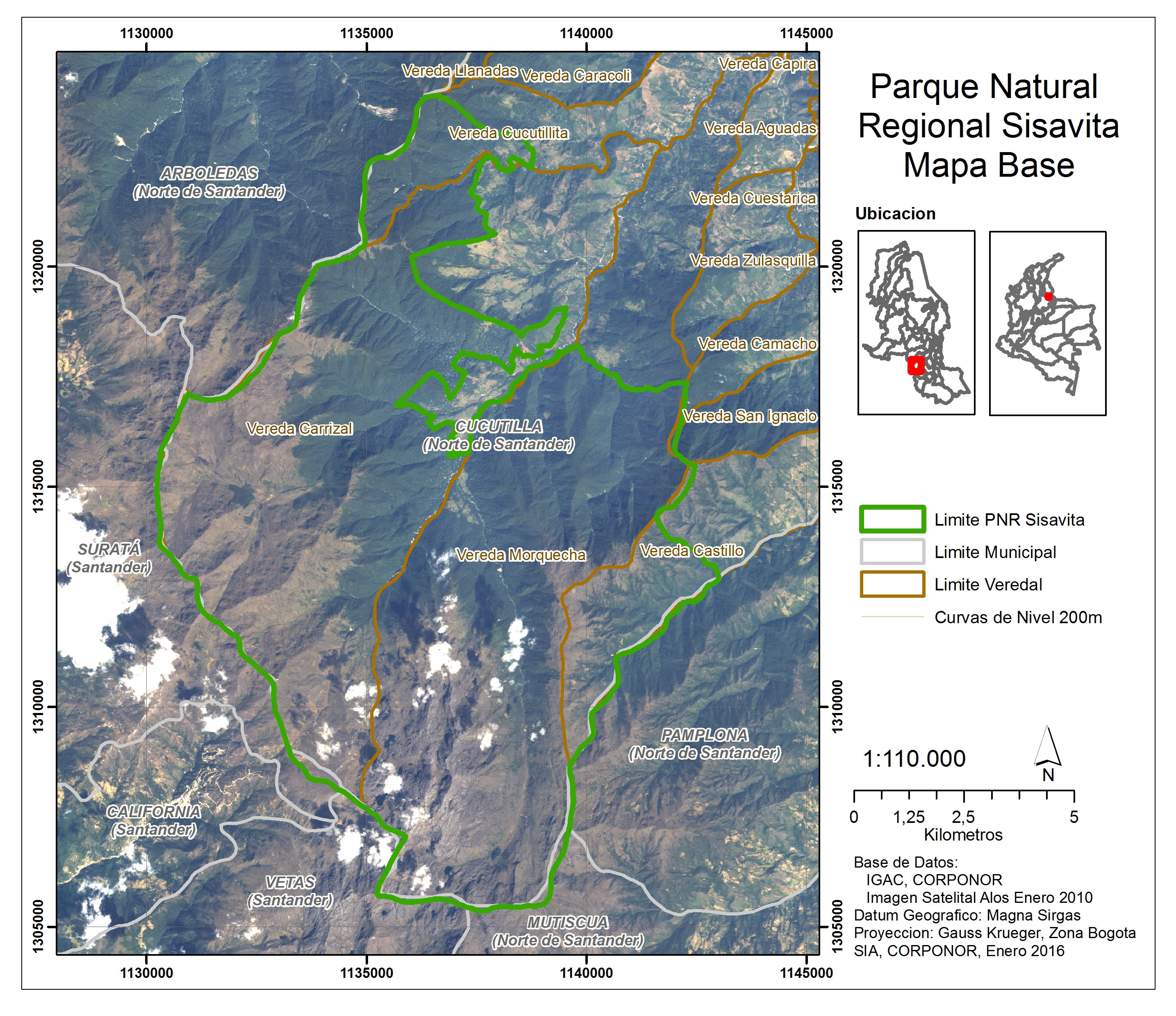
Mapa Base PNR Sisavita

El Parque Natural Regional Sisavita es un ecosistema intertropical ubicado en el departamento colombiano del Norte de Santander. Sus 122 km² abarcan un rango de altitud entre los 1845 y los 4232 m s. n. m. cubriendo las formaciones vegetales conocidas como bosque andino, altoandino y páramos, es parte del nudo de Santurbán que comparte con el departamento de Santander.

## Localización
El parque natural regional se encuentra en el departamento de Norte de Santander, municipio de Cucutilla y comprende las veredas Morquecha, Carrizal y Castillo. De los 20 predios existentes 3 son propiedad de la central Termotasajero y 3 de la compañía GreyStar Resources Ltda. (hoy: Eco Oro), los 6 comprenden el 49,6% del área (6.082has).
Es un sitio estratégico como reserva natural y zona de recarga y regulación de agua, clave para el desarrollo regional representado en la central termoeléctrica Tasajero, el acueducto de Cúcuta, el cultivo de cerca de 16.000 hectáreas de café,  el Distrito de riego de El Zulia y la ampliación de la fase II de Termotasajero y el embalse multipropósito del Cínera.

## Importancia
Los investigadores del Instituto de investigaciones Biológicas Alexander von Humboldt,  el Jardín Botánico de Medellín y la Universidad de Antioquia, la Universidad Industrial de Santander y la Universidad de Pamplona  y los demás consultores e investigadores, que han tenido la oportunidad de conocer esta zona que abarca solo el 0,56% de Norte de Santander reconocen un valor de importancia que integra los siguientes aspectos:
- Una diversidad Biológica tan rica, que sola representa el 14% de toda la biodiversidad existente en Los Andes Colombianos y con tal grado de conservación (tan solo el 2,46% de las 12.248 has se encuentran intervenidas) con continuidad biológica se da desde el piso montano bajo (1850 m.s.n.m.) hasta el subalpino (4230 m.s.n.m) y la tasa de recambio de especies por pisos altitudinales alcanza en varios muestreos el 100%, lo que evidencia esta afirmación,[2] sin entrar en detalles de especies endémicas y bioindicadoras de áreas con muy buenos niveles de preservación y alta necesidad de protección para conservar estas características en un sistema natural de alta fragilidad. Esta particularidad biológica lo convierte en un laboratorio natural para la investigación de las Universidades regionales, nacionales y motivar a investigadores del orden internacional.

- La riqueza hídrica, representada en 18 quebradas y 14 lagunas de origen glacial, que como embalses naturales almacenan grandes volúmenes de agua y regulan su movimiento para permitir un descenso de un caudal promedio de aproximadamente 5,69 m3/s[6] que constituye el 10% del volumen de agua de la cuenca del Río Zulia. La importante regulación del agua se debe a una extensa y densa selva andina que retiene el agua de lluvia que permite crear allí el único clima pluvial de la región, en donde llueven cerca de 200 días al año, aumentando y complementando así la especializada función productora de agua del páramo y dando origen a incontables afloramientos hídricos que contribuyen a sostener los más importantes procesos socioeconómicos de la región como la generación de energía de Termotasajero (7m3/s), la producción agropecuaria de cafeteros (2m3/s), ganaderos y arroceros, estos últimos agrupados en Asozulia (14m3/s) y el agua de acueductos rurales y urbanos, incluido el de Cúcuta y los municipios del área metropolitana(1,5m3/s). Y más allá de la frontera departamental y Nacional, contribuir a la oferta y regulación de la gran cuenca binacional del Catatumbo.

- El área de Santurbán, dentro de la cual se encuentra Sisavita, ha sido catalogada como una de las áreas prioritarias para la conservación en el país como lo indica el estudio de “Construcción de la visión de conservación de biodiversidad, Complejo Ecorregional de Los Andes del Norte”.[7]

- A nivel social, Sisavita es un ejemplo de persistencia de las comunidades rurales y urbanas del Municipio de Cucutilla que han defendido la conservación del agua, por encima de las tentaciones de explotación minera, que permitió mediante el acuerdo 008 del 18 de junio de 2008, por el Consejo Directivo de CORPONOR, convertir a Sisavita en el primer parque natural Regional del Norte de Santander.[8]

## Geografía

### Sistemas Naturales y Agro-Ecosistemas
Si bien es cierto que el amplio rango altitudinal (1.845 a 4.232 m s. n. m.) y la orografía le confieren al parque una gran variedad micro-climática y por consiguiente de comunidades vegetales, estas se pueden agrupar en dos sistemas naturales: Los Bosques Altos Andinos y los Páramos. Estos últimos comprenden áreas con afloramiento rocoso, los humedales y las comunidades de vegetación propias de ese ecosistema.

#### Páramos
Esta unidad representa un 46,7% (5.724 has) y comprende los diferentes ecosistemas y comunidades producto de la variación orográfica como lo son:
a) El páramo rocoso caracterizado por fuertes pendientes al cual están asociados los humedales lacustres de origen glaciar que se ubican en su mayoría por encima de los 3600, esta unidad comprende aproximadamente 1.767 has y corresponde a los Afloramientos rocosos del sistema de Clasificación CORINE Land Cover;
b) Los pajonales que comprenden las comunidades de frailejones asociadas a pajonales y chuscales, pequeñas zonas de turbera localizadas en los valles más amplios. Estos últimos corresponden a la clasificación de Herbazal denso de tierra firme no arbolado en el sistema CORINE Land Cover.

#### Bosques Andinos
El  50,8% del área del parque (6.223 has) está cubierta por bosques andinos, los cuales se distribuyen aproximadamente desde los 2800 m s. n. m. hasta el límite de la zona paramuna hacia los 3000 m s. n. m., en algunos casos ascienden hasta los 3400 por los valles de las quebradas. En el sistema de clasificación CORINE Land Cover corresponden a los bosques densos de tierra firme. La variabilidad del bosque en cuanto a su estructura vertical está íntimamente relacionada con el relieve, encontrándose en las zonas bajas de pendientes moderadas un bosque con árboles más desarrollados (bosques densos altos) y a medida que se asciende hacia las zonas de mayor pendiente una vegetación que gradualmente adquiere un menor porte  (bosque denso bajo) hasta la zona de transición con el matorral de subpáramo.

#### Tierras agropecuarias mixtas
Producto de la trasformación a que han sido sometidos los bosques andinos en la parte baja del parque en una mínima proporción (2,46%), existe una tercera unidad de agro-ecosistemas denominada tierras agropecuarias mixtas las cuales agrupan coberturas antropogénicas como cultivos, pastos y rastrojos y comprenden en conjunto una extensión de 300 has. Esta unidad corresponde a un Mosaico de Cultivos, Pastos y Espacios Naturales en el sistema CORINE Land Cover. Esta unidad constituye un mosaico de cultivos (mora, lulo, maíz), pastos (Kikuyo), alternados con rastrojos que los agricultores dejan en descanso para la rotación de cultivos. Esta zona está sujeta a frecuentes intervenciones como rocería, quema y tala de árboles.

## Flora y Fauna
Flora

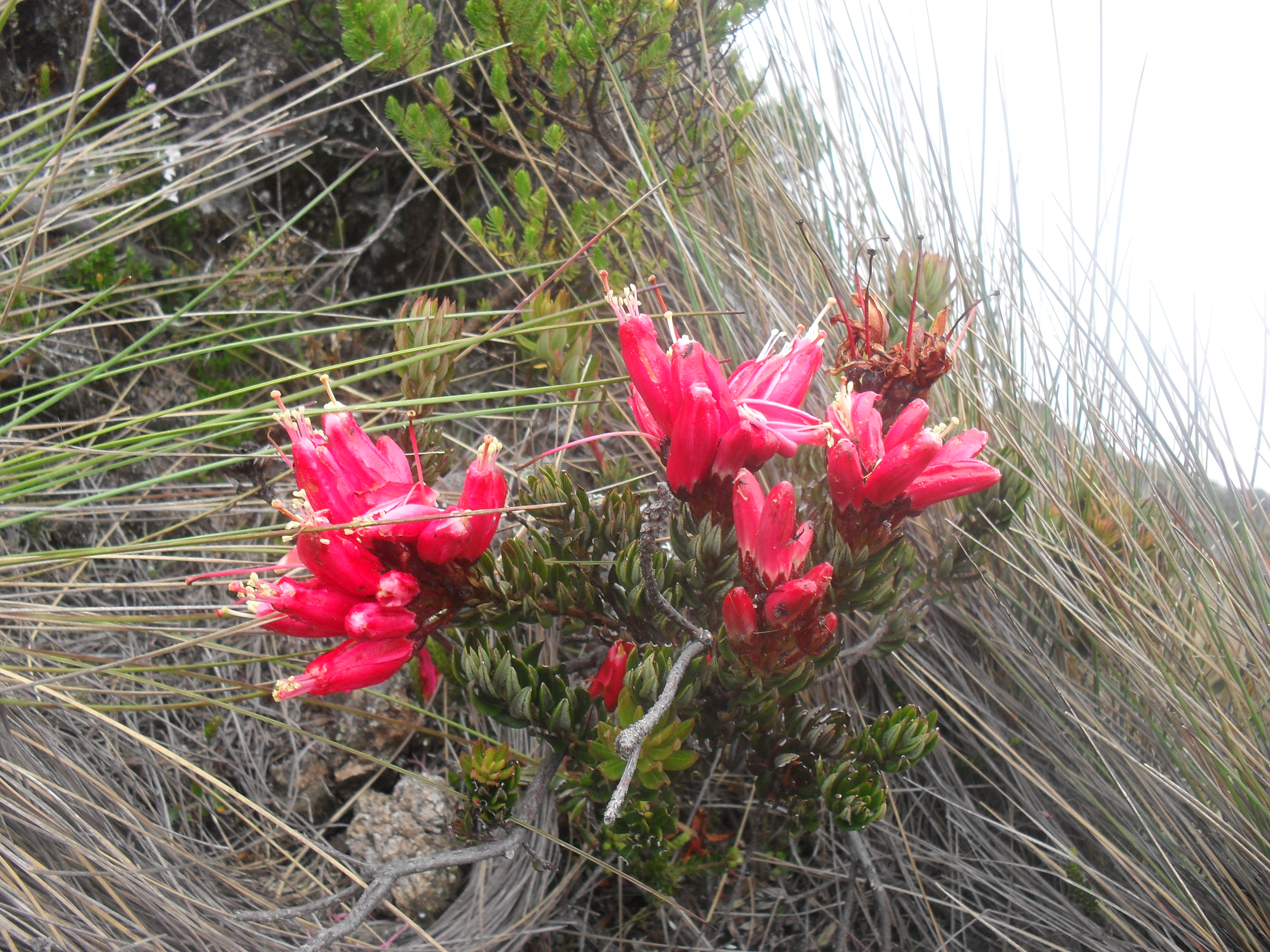
Befaria Resinosa

La descripción detallada de las especies vegetales existentes en los tipos de bosques en el gradiente vertical, así como las especies de fauna (aves, herpetofauna, entomofauna y mamíferos)  se puede consultar en un estudio realizado por el Instituto Alexander von Humboldt:
Dicho estudio reporta 336 especies de flora en total, teniendo en cuenta las colecciones efectuadas con los diferentes métodos (Transeptos, Melastomataceae, Rubiácea y Colecciones Generales); estas especies se agrupan en 176 géneros pertenecientes a 80 familias. Las familias más importantes de acuerdo al número de géneros fueron Rubiácea (16), Melastomataceae (11), Asteraceae (10) y Orchidaceae (10); 49 familias (61.25%) están representadas por un solo género.
En cuanto al número de especies las más importantes son Rubiaceae (67 spp.), Melastomataceae (19 spp.) y Ericaceae (15 spp.), lo cual se relaciona con el sesgo de muestreo de colección exhaustiva de estas tres familias;   otras familias importantes son Orchidaceae (18 spp), Asteraceae (15 spp) y Lauraceae (15 spp.); 38 familias (47.5%) están representadas por una especie.
Fauna
En el parque habitan 157 especies de aves, estas especies pertenecen a 31 familias, siendo las más diversas las tángaras y gorriones (Emberizidae), los atrapamoscas (Tyrannidae) y los colibríes (Trochilidae). De las 157 especies registradas en Sisavita, 137 son principalmente de zona andina y 20 pertenecen a zonas bajas del Caribe o de la Amazonia.
Respecto a la herpetofauna, los estudios realizados arrojan un total de 21 taxa, de los cuales 14 pertenecen a los anfibios, representando dos órdenes, cuatro familias y cuatro géneros. Los anuros son los mejor representados con trece taxa, sobresaliendo el género Eleutherodactylus con 10 taxa.
En el área se encontraron 7 registros importantes de escarabajos coprófagos; cuatro son novedades taxonómicas cuyo estatus debe confirmarse con el especialista del género, uno constituye el segundo registro para una especie nueva y dos son indicadores de buen estado de conservación del bosque.
Las subfamilias más frecuentes de mariposas son Nymphalinae (28,6%), Pierinae (12,5%), Satyrinae (21,4%) y Melitaeinae (5,4%) y en cuanto a hormigas,  se reportan varios registros importantes, entre los cuales se destacan un segundo registro para especie nueva, dos ampliaciones de rangos de distribución geográfica y altitudinal, un primer registro para el país y posiblemente dos nuevas especies para la ciencia.

## Clima
| VARIABLE          | VALOR         | DESCRIPCION                                                                  |
| ----------------- | ------------- | ---------------------------------------------------------------------------- |
| Precipitación     | 2.000mm/año   | Dos Periodos de máxima precipitación (marzo – mayo y septiembre – noviembre) |
| Precipitación     | 2.000mm/año   | Dos Periodos de menor precipitación (junio – julio y diciembre - enero)      |
| Precipitación     | 2.000mm/año   | Valor medio anual                                                            |
| Humedad relativa  | 81%           | Media Multianual                                                             |
| Temperatura Media | ?°C           | Rango altitudinal entre 1845 – 4230 m s. n. m.                               |
| Brillo Solar      | 200h/mes      | Mayor: agosto, diciembre y enero                                             |
| Brillo Solar      | 80 - 130h/mes | Menor: abril y mayo                                                          |
| Evaporación       | 95-125mm/mes  | Máximas: enero                                                               |
| Evaporación       | 75-125mm/mes  | Mínimos: octubre y noviembre                                                 |
| Evaporación       | 900-1200mm    | Valor Anual                                                                  |

## Aspectos socioeconómicos
El área de Amortiguación de Sisavita cuenta con una población total de 75 habitantes, el número de viviendas es de 14 y en promedio hay 5 habitantes por vivienda. El 33% de las fincas son habitadas por sus propietarios, el 4,16% se encuentra en arrendamiento, el 54.16% son vivientes y solo 8 del total poseen escrituras de los terrenos; por último, los aparceros corresponden al 8.3%. La principal fuente de ingresos es la actividad agrícola,  todas las familias trabajan en sus cultivos, la mano de obra es familiar o contratada de veredas aledañas. En cuanto a la fruticultura los cultivos que predominan es el de lulo y mora con un total de 37.5 ha cultivadas. En cuanto a la organización comunitaria, se cuenta con una Junta de Acción Comunal y una cooperativa de Cultivadores denominada “COOPSISAVITA”, ambas legalmente constituidas. La cooperativa cuenta con 21 asociados y se encarga de la comercialización y venta de la producción de los cultivos de la zona hacia Cúcuta y otras ciudades.